# Murwillumbah
Murwillumbah – miasto w Australii, w stanie Nowa Południowa Walia.